# Misto Cici
Misto Cici (10. října 1902 – 9. listopadu 1980) byl albánský fotograf, který vyrostl ve městě Pogradec. Společně se svým bratrem se věnovali fotografii. Hlavní roli v jeho životě hrály cesty do Řecka a Itálie. Poté byl v roce 1925 pověřen Ředitelstvím cestovního ruchu a propagandistického tisku, aby vytvořil řadu uměleckých fotografií Pogradce. Toto zapojení jej identifikuje jako jednoho z prvních albánských uměleckých fotografů.